# Hamacantha lundbecki
Hamacantha lundbecki är en svampdjursart som beskrevs av Topsent 1904. Hamacantha lundbecki ingår i släktet Hamacantha och familjen Hamacanthidae. Inga underarter finns listade i Catalogue of Life.